# Донской Рудник
Донской Рудник — посёлок в сельском поселении Донской сельсовет Задонского района Липецкой области. Находится в 5000 метрах к северо-востоку от центра сельского поселения - села Донское. Второй по количеству жителей населённый пункт сельского поселения.
На карте 1770 года был показан Студенецкий рудник (название — по ручью Студенец). Он был необходим для снабжения железной рудой Липецких железоделательных заводов. Позже рудник был переименован в Донской. Некоторое время он был также Водопьяновским — в честь Героя Советского Союза М. В. Водопьянова. В 1964 году он был закрыт в связи с началом добычи на Курской магнитной аномалии. Чуть позже шахтные стволы засыпали.

## Население
| 2010 |
| ---- |
| 418  |